# Wilhelm Dreier
Wilhelm Dreier (* 17. Februar 1928 in Wattenscheid, Westfalen; † 27. Februar 1993 in Würzburg) war ein katholischer Wirtschaftswissenschaftler und Sozialethiker.

## Leben
Nach dem Studium der Philosophie, Katholischen Theologie, Volkswirtschaftslehre und Soziologie in Paderborn und Münster wurde Dreier in Münster 1958 in Volkswirtschaftslehre und 1964 in Katholischer Theologe promoviert. Von 1954 bis 1962 war er dort wissenschaftlicher Mitarbeiter bzw. Assistent des späteren Kölner Kardinals Joseph Höffner und nach dessen Ernennung zum Bischof von Münster 1962 bis 1968 geschäftsführender Assistent des Münsteraner Instituts für Christliche Sozialwissenschaften. 1967 wurde er nach Überwindung einiger rechtlicher Probleme als erster katholischer Laie für das Fach Christliche Sozialwissenschaften von der Katholisch-Theologischen Fakultät der Universität Mainz habilitiert und erhielt 1968 als erster Laie einen Ruf auf einen Lehrstuhl einer Katholisch-Theologischen Fakultät, nämlich den Lehrstuhl für Christliche Sozialwissenschaften an der Universität Würzburg, wo er bis zu seinem frühen Tod 1993 Christliche Sozialwissenschaft und mehrere Jahre lang auch Soziologie lehrte. Von 1971 bis 1972 war er Dekan, danach bis 1976 Prodekan der Fakultät. Nebenamtlich leitete er bis 1988 die Akademie für Jugendfragen.
Auch wenn in den ersten Veröffentlichungen Dreiers die naturrechtlichen Argumentationsmuster seines Lehrers Höffner noch deutlich spürbar sind, so war er doch der Erste, der die damals dominante „Einheitslinie“ der christlichen Gesellschaftsethik durchbrach. 1966 edierte er zusammen mit Wilfrid Schreiber in einem Sonderband des Jahrbuchs des Instituts für Christliche Sozialwissenschaften die Reden und Aufsätze von Joseph Höffner unter dem Titel „Gesellschaftspolitik aus christlicher Weltverantwortung“ und 1967 veröffentlichte er zu Ehren seines Lehrers Höffner die Broschüre „Soll die Kirche Werbung treiben?“ und dokumentierte mit diesen Veröffentlichungen seine Herkunft und seine Verbundenheit mit dem Münsteraner Institut für Christliche Sozialwissenschaften. Später öffnete er sich ohne Vorbehalte – nicht immer in Einklang mit Erzbischof Höffner – dem Neuansatz des Zweiten Vatikanischen Konzils, denn er fühlte sich in seinen grundlegenden Intuitionen, zu denen die Forderungen nach Interdisziplinarität und nach Ergänzung der Soziallehre durch Sozialtheologie gehörten, durch die Pastoralkonstitution Gaudium et Spes bestätigt. Er gelangt so zu einem Konzept einer wissenschaftlichen Sozialethik, die durch die christlich-eschatologische Hoffnungsbotschaft und Umkehrforderung motiviert wird, sich aber grundsätzlich und gleichzeitig im interdisziplinären Gespräch vollzieht und auf gesellschaftsverändernde Praxis ausgerichtet ist.
In diesem Geist baute er zusammen mit seinem naturwissenschaftlichen Kollegen Reiner Kümmel (Physik) ab 1976 einen interdisziplinären Forschungsschwerpunkt der Universität zum Thema „Die Zukunft der Menschheit“ auf, in dessen Rahmen er die neuen, durch die Berichte an den Club of Rome angezeigten Problemlagen der „Grenzen des Wachstums“ als erster katholischer Sozialethiker in Deutschland bearbeitete. Auch in den Folgejahren wurden an seinem Institut immer wieder aktuelle Themen aufgegriffen – häufig in enger Kooperation mit Gruppen aus der Umwelt-, Frauen-, Eine-Welt- und Friedensbewegung sowie Institutionen der Erwachsenenbildung und katholischen Verbänden. Seine besonderen Anliegen waren neben der ökologischen Problematik eine wirklich „soziale“ Ausgestaltung der Sozialen Marktwirtschaft und eine Neuorientierung von Bildungsprozessen und des Bildungssystems im Sinne „praxisverändernder Bildung“ mit dem Ziel, die Menschen zur Bewältigung der enormen Herausforderungen der weltweiten Ungerechtigkeiten und der drohenden Umweltzerstörung zu befähigen. 1992 engagierte er sich in den kontroversen Debatten um das 500-Jahr-Gedenken der Entdeckung/Eroberung Amerikas (1492–1992) und schrieb sein letztes Buch mit dem programmatischen Titel „Umkehr zur Zukunft – Sozialethische Wegzeichen in ein postkoloniales Zeitalter“.
Wichtig sind auch seine vielfältigen außeruniversitären Beratungstätigkeiten: Von 1969 bis 1984 war er Mitglied des Deutschen Jugendinstituts in München, von 1970 bis 1975 wirkte er als Mitglied der Gemeinsamen Synode der Bistümer in der Bundesrepublik Deutschland entscheidend am Beschluss der Synode zur Jugendarbeit und an einem Text zum Thema „Zum Dienst der Kirche in der Leistungsgesellschaft“ mit, der jedoch nicht mehr von der Synode beschlossen wurde. Von 1976 bis 1986 war er Mitglied der Wissenschaftlichen Kommission des Katholischen Arbeitskreises für Entwicklung und Frieden und 1981 Mitbegründer der interdisziplinären Studiengruppe Entwicklungsprobleme der Industriegesellschaft (STEIG e.V.). Von 1968 bis 1989 war er zudem wissenschaftlicher Leiter der Akademie für Jugendfragen, einer bundeszentralen Fortbildungseinrichtung für Fachkräfte in der Jugend-, Sozial- und Bildungsarbeit, in der insbesondere in den Bereichen Gruppendynamik und Supervision Pionierarbeit geleistet worden war. Die dort gemachten Erfahrungen inspirierten auch seine Arbeit an der Universität: Jahrelang praktizierten Mitarbeiter/-innen an seinem Lehrstuhl innovative hochschuldidaktische Methoden „teilnehmerorientierten“ bzw. „selbstgesteuerten Lernens“. Seine Schülerinnen und Schüler, unter ihnen Hermann Steinkamp, Wolfgang Weigand, Carl Josef Leffers, Josef Senft, Volker Waiz und Gerhard Kruip, sind heute in den verschiedensten Bereichen der Wissenschaft, der allgemeinen Erwachsenenbildung, der Fort- und Weiterbildung, der pastoralen Arbeit und des politischen Engagements tätig.

## Schriften
- Das Familienprinzip. Ein Strukturelement der modernen Wirtschaftsgesellschaft. Münster 1960 (Wirtschaftswissenschaftliche Dissertation).
- Funktion und Ethos der Konsumwerbung. Münster 1965 (Theologische Dissertation). Digitalisat
- Wirtschaftliche und soziale Sicherung von Ehe und Familie. Münster 1965.
- Soll die Kirche Werbung treiben? Köln 1967.
- Raumordnung als Bodeneigentums- und Bodennutzungsreform. Köln 1968 (Habilitationsschrift).
- (zs. mit Reiner Kümmel): Zukunft durch kontrolliertes Wachstum. Naturwissenschaftliche Fakten – sozialwissenschaftliche Probleme – theologische Perspektiven; ein interdisziplinärer Dialog. Münster 1977.
- Gesellschaftliche Reformen über praxisverändernde Bildung. Eine Problemskizze. Münster 1977.
- Sozialethik. (Leitfaden Theologie 9). Patmos, Düsseldorf 1983, ISBN 3-491-77903-0.
- Umkehr zur Zukunft. Sozialethische Wegzeichen in ein postkolonialistisches Zeitalter. Saarbrücken, Fort Lauderdale 1992.
- (als Mitherausgeber): Entdeckung, Eroberung, Befreiung. 500 Jahre Gewalt und Evangelium in Amerika. Würzburg 1993.